# Coupe d'Allemagne de patinage artistique 2003
Navigation
Édition précédente Édition suivante
La Coupe d'Allemagne était une compétition internationale de patinage artistique qui se déroulait en Allemagne au cours de l'automne, entre 1986 et 2004. Elle accueillait des patineurs amateurs de niveau senior dans quatre catégories: simple messieurs, simple dames, couple artistique et danse sur glace. En 2003, son nom officiel était Bofrost Cup on Ice (Coupe Bofrost sur glace, en français).
La dix-septième Coupe d'Allemagne est organisée du 7 au 9 novembre 2003 à la Emscher-Lippe-Halle de Gelsenkirchen. Elle ne fait plus partie du Grand Prix ISU, ayant été remplacée par la Coupe de Chine 2003. Pour cette année, la coupe d'Allemagne innove en remplaçant le programme court des catégories individuelles et des couples artistiques, par une compétition de sauts ; pour les danseurs sur glace, la compétition des danses imposées n'est pas patinée. 

## Résultats

### Messieurs
| Rang | Nom                  | Pays      | Points | Comp. de sauts | Prog. libre |
| ---- | -------------------- | --------- | ------ | -------------- | ----------- |
| 1    | Stefan Lindemann     | Allemagne | 1.5    | 1              | 1           |
| 2    | Jeffrey Buttle       | Canada    | 3.0    | 2              | 2           |
| 3    | Silvio Smalun        | Allemagne | 5.0    | 4              | 3           |
| 4    | Kristoffer Berntsson | Suède     | 6.5    | 5              | 4           |
| 5    | Gregor Urbas         | Slovénie  | 6.5    | 3              | 5           |
| 6    | Tomáš Verner         | Tchéquie  | 8.5    | 7              | 6           |
| 7    | Alexei Vasilevskiy   | Russie    | 10.0   | 6              | 7           |

### Dames
| Rang | Nom               | Pays      | Points | Comp. de sauts | Prog. libre |
| ---- | ----------------- | --------- | ------ | -------------- | ----------- |
| 1    | Joannie Rochette  | Canada    | 3.0    | 4              | 1           |
| 2    | Susanna Pöykiö    | Finlande  | 4.0    | 2              | 3           |
| 3    | Júlia Sebestyén   | Hongrie   | 4.5    | 5              | 2           |
| 4    | Carolina Kostner  | Italie    | 4.5    | 1              | 4           |
| 5    | Elina Kettunen    | Finlande  | 6.5    | 3              | 5           |
| 6    | Denise Zimmermann | Allemagne | 9.0    | 6              | 6           |

### Couples
| Rang    | Nom                                | Pays      | Points | Comp. de sauts | Prog. libre |
| ------- | ---------------------------------- | --------- | ------ | -------------- | ----------- |
| 1       | Valérie Marcoux / Craig Buntin     | Canada    | 1.5    | 1              | 1           |
| 2       | Julia Obertas / Sergei Slavnov     | Russie    | 3.0    | 2              | 2           |
| 3       | Elizabeth Gale Putnam / Sean Wirtz | Canada    | 4.5    | 3              | 3           |
| 4       | Rebecca Handke / Daniel Wende      | Allemagne | 6.0    | 4              | 4           |
| Abandon | Eva-Maria Fitze / Rico Rex         | Allemagne |        | 5              |             |

### Danse sur glace
| Rang | Nom                                      | Pays        | Points | Danse originale | Danse libre |
| ---- | ---------------------------------------- | ----------- | ------ | --------------- | ----------- |
| 1    | Marie-France Dubreuil / Patrice Lauzon   | Canada      | 2.0    | 2               | 1           |
| 2    | Kati Winkler / René Lohse                | Allemagne   | 2.5    | 1               | 2           |
| 3    | Federica Faiella / Massimo Scali         | Italie      | 4.5    | 3               | 3           |
| 4    | Oksana Domnina / Maksim Chabaline        | Russie      | 6.0    | 4               | 4           |
| 5    | Nóra Hoffmann / Attila Elek              | Hongrie     | 7.5    | 5               | 5           |
| 6    | Loren Galler-Rabinowitz / David Mitchell | États-Unis  | 9.5    | 7               | 6           |
| 7    | Pamela O'Connor / Jonathan O'Dougherty   | Royaume-Uni | 10.0   | 6               | 7           |

## Source
- (en) Résultats de la Bofrost Cup on Ice 2003 sur le site de l'International Skating Union